# Elisabeth Tomalin
Elisabeth "Suaja" Tomalin (Dresde, 4 de noviembre de 1912–Londres, 8 de marzo de 2012) fue una artista británica de origen alemán, diseñadora textil y arteterapeuta de ascendencia judía.

## Trayectoria
Hija del dueño de una fábrica, nació en Dresde y vivió en Viena al final de su adolescencia. Estudió en la Escuela Reimann de Berlín. Conoció a Carl Jung, que la convenció del importante papel del simbolismo en al arte y la relevancia de los sueños. Tomalin abandonó la Alemania nazi y se dirigió a Londres a mediados de la década de 1930. Trabajó brevemente como diseñadora textil. En 1940, se casó con Miles Tomalin, músico y veterano de la guerra civil española. La pareja tuvo una hija, Stefany. Posteriormente se divorciaron, pero continuaron viviendo cerca. 
Tomalin trabajó en la oficina del arquitecto Ernö Goldfinger y, más adelante, con Abram Games en el Ministerio de Información, creando carteles de información pública. Durante la década de 1950,  creó y dirigió el estudio de diseño textil en Marks & Spencer. Luego, trabajó como consultora de diseño y color para los grandes almacenes Heal's.
Con 62 años, se graduó en psicoterapia en la Nueva York. Durante la década de 1970,  trabajó en un hospital psiquiátrico en Bonn. Tomalin fue pionera en arteterapia e impartió seminarios en Alemania, Austria y Suiza hasta la edad de 94 años. Cuando ya no fue capaz de viajar, comenzó a bordar, producir imágenes de diversos símbolos arquetípicos, como el mandala y el árbol de vida. En 2009, se realizó una exposición de este trabajo en Londres.
Tomalin murió en Londres a la edad de 99 años.
El diseñador inglés Thomas Heatherwick es su nieto.